# 17-я гвардейская танковая дивизия

Дзержинка, монумент «Победа», в том числе и войнам 20 гв.сд, проспект Мира, 11 августа 2013 года.

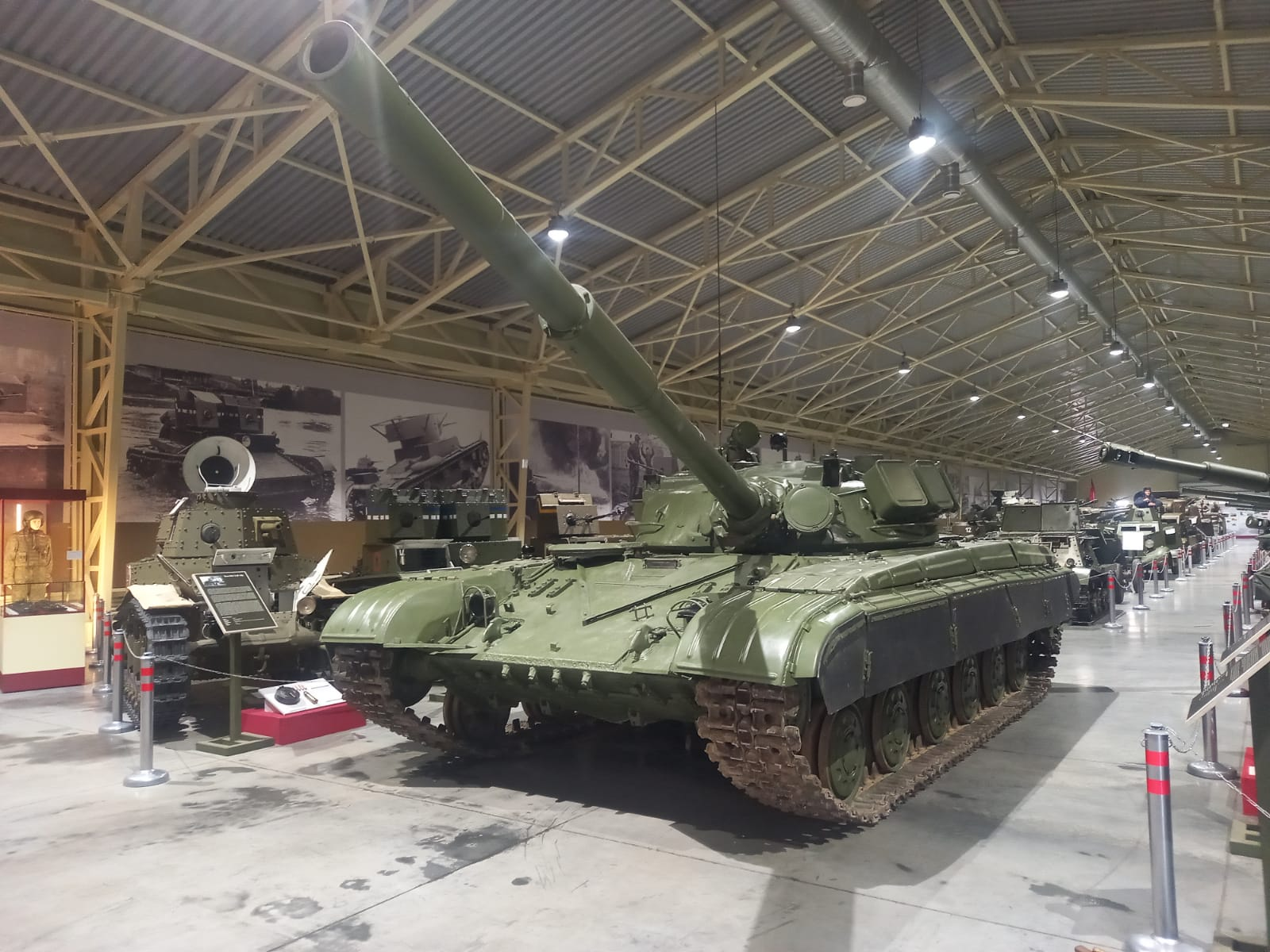
Танк Т-64 в Музее отечественной военной истории.

17-я гвардейская танковая дивизия — гвардейское танковое соединение (танковая дивизия), в составе Киевского военного округа (КВО) Советской Армии Вооружённых Сил Советского Союза (ВС СССР).
Во время холодной войны численность дивизии составляла 60 % от штатной численности. Наименования формирования:
- действительные:
  - полное — 17-я гвардейская Криворожская Краснознамённая ордена Суворова танковая дивизия;
  - укороченное — 17-я гвардейская танковая дивизия;
  - сокращённое — 17 гв.тд.
- условное:
  - полное — Войсковая часть № 02806;
  - сокращённое — В/Ч 02806.

## История
В августе 1940 года в Уральском военном округе сформировано соединение под действительным наименованием — 174-я стрелковая дивизия (174 сд). Впервые в бой стрелковая дивизия вступила 27 июля 1941 года в районе Полоцка в составе 22-й армии РККА. Позже участвовала в боях за Великие Луки, Андреаполь, в Московской битве, Ржевско-Сычёвской наступательной операции, в оборонительных боях на реке Северский Донец, в освобождении Левобережной и Правобережной Украины, в Ясско-Кишинёвской наступательной операции, в освобождении Румынии и Болгарии, в Будапештской наступательной операции.
17 марта 1942 года за мужество, героизм и боевые заслуги личного состава проявленные в боях стрелковой дивизии РККА ВС Союза ССР было присвоено почётное звание «Гвардейская», и с получением нового войскового номера она была преобразована в 20-ю гвардейскую стрелковую дивизию.
В марте 1945 года соединение участвовало в Балатонской оборонительной операции, в которой во взаимодействии с другими формированиями РККА стойко отражала наступление группировки немецко-фашистских войск из района Надьбойама в направлении на Капошвар, а в Венской наступательной операции формирование успешно действовало в направлении Надьканижа, Летенье.
20 гв.сд боевые действия закончила в районе города Грац, на юго-востоке Австрии, в составе 57-й армии 3-го Украинского фронта.
После Отечественной войны, в связи с демобилизацией СССР, гвардейская стрелковая дивизия вошла в состав Южной группы войск (ЮГВ) ВС СССР и была в связи с военной реформой, с усилением моторизации и механизации, преобразована в 25-ю гвардейскую Криворожскую Краснознамённую ордена Суворова механизированную дивизию (25 гв.мд, полевая почта № 02806), штаб-квартира Констанца, Королевство Румыния.
В ноябре 1945 года 25 гв.мд входила в состав 6-го гвардейского стрелкового корпуса (6 гв.ск) 57-й армии ЮГВ, в связи с демобилизацией СССР, доброй волей ВКП(б) и советского правительства начался вывод в СССР советских войск и сил с территорий освобождённых от нацизма стран Северной, Центральной Европы, в том числе и из будущей Румынской Народной Республики. В ходе продолжающегося вывода войск и сил практически все соединения и объединения ЮГВ выводились в УССР – в ТавВО, КВО и ОдВО.
25-я гвардейская Криворожская механизированная дивизия 10 июня 1946 года вошла в состав 9-й механизированной армии (штаб-квартира — Крайова). Штаб-квартира 25-й Криворожской дивизии — Гиургиу. 20 декабря 1947 года, после подписания мирного договора с Румынией и Болгарской Народной Республикой, ЮГВ расформировали, а функции группы войск перешли к вновь созданной Особой механизированной армии.
С мая 1957 года, в связи с мирными хрущёвскими сокращениями ВС СССР, дивизия наименована как 37-я гвардейская Криворожская Краснознамённая ордена Суворова танковая дивизия, в июле 1958 года она убыла на расквартирование в Военный городок № 1, город Кривой Рог, Украинская ССР.
В 1960 году 69-й отдельный учебный танковый батальон 37 гв.тд был расформирован. 19 февраля 1962 года в составе дивизии были сформированы ракетный батальон и 129-й отдельный батальон технического обслуживания и восстановления техники.
С связи с добровольным сокращением ВС Советского Союза, с 11 января 1965 года, танковому соединению присвоен новый войсковой номер и оно наименовано как 17-я гвардейская Криворожская Краснознамённая ордена Суворова танковая дивизия.
В 1968 году 26-й гвардейский отдельный сапёрный батальон стал инженерно-сапёрным батальоном. В 1972 году из роты химической защиты был сформирован 44-й отдельный батальон химической защиты. Из отдельного автотранспортного батальона был сформирован 1055-й отдельный батальон материального обеспечения.
В марте 1985 года Станиславу Николаевичу Суанову досрочно было присвоено воинское звание полковник и он был назначен командиром 17-й гвардейской танковой дивизии, за два года под его командованием гвардейская дивизия стала лучшей в округе, и была удостоена переходящего Красного знамени военного совета КВО.
В июне 1989 года 1158-й зенитно-ракетный полк был переведён в ГДР, ему на замену прибыл 1069-й зенитно-ракетный полк 47-й гвардейской танковой дивизии.
В связи с добровольным сокращением численности советских вооруженных сил в начале 1990-х годов в состав гвардейской дивизии вошли части, созданные путём слияния её гвардейских танковых полков с полками прибывшей из ГСВГ, в начале 1990-х годов, 7-й гвардейской танковой дивизии. При этом, знаки отличия последних были установлены для вновь созданных частей, а знаки отличия расформированного управления 7 гв.тд были переданы 121 БХВТ в Пирятине. Для Криворожских гвардейцев турками, в 35-м военном городке (на «Горке»), были построены, за немецкие деньги, новые дома (ДОСы).
В 1991 году гвардейскую танковую дивизию № 17 привели в сокращённый состав, а в феврале 1992 года её командование приняло украинскую присягу (см. 17-я отдельная танковая бригада).
При дивизии, в 1995 году, было создано садоводческое товарищество «Надежда» («Надія»).

## Состав
Состав 25 гв.мд:
- управление;
- 80-й гвардейский механизированный полк;
- 81-й гвардейский механизированный полк;
- 82-й гвардейский механизированный полк;
- ??-й танковый полк;
- 89-й гвардейский Могилевский ордена Суворов тяжёлый танко-самоходный полк.

Состав 37 гв.тд:
- управление;
- гвардейские танковые воинские части;
- гвардейский мотострелковый полк;
- 69-й отдельный учебный танковый батальон;
- ракетный батальон;
- 129-й отдельный батальон технического обслуживания и восстановления техники;
- и другие части.

Состав 17 гв.тд, на конец 1980-х годов (квартирование):
- управление (командование, отделы, штаб, Кривой Рог);
- 216-й гвардейский танковый полк (Кривой Рог);
- 224-й Минский ордена Красной Звезды танковый полк[3] (Кривой Рог)
- 230-й гвардейский Могилёвский Краснознамённый ордена Суворова танковый полк[3] (Кривой Рог)
- 256-й гвардейский ордена Кутузова мотострелковый полк[4] (Кривой Рог)
- 869-й гвардейский Краснознамённый самоходный артиллерийский полк[5] (Кривой Рог)
- 1069-й ордена Красной Звезды зенитный ракетный полк[5] (Кривой Рог)
- отдельный ракетный дивизион (Кривой Рог)
- 145-й отдельный разведывательный батальон (Кривой Рог)
- 812-й отдельный гвардейский батальон связи (Кривой Рог)
- 26-й отдельный гвардейский инженерно-сапёрный батальон (Кривой Рог)
- 1055-й отдельный батальон материального обеспечения (Кривой Рог)
- 129-й отдельный ремонтно-восстановительный батальон (Кривой Рог)
- 18-й отдельный медицинский батальон (Кривой Рог)
- 44-й отдельный батальон химической защиты (Кривой Рог)[6]

## Вооружение
Основное вооружение дивизии:
- до 1955 года, основной и средний танк Т-34-85;
- с 1955 года, основной и средний танк — Т-55;
- с 1967 года, основной и средний танк — Т-62[7];
- на конец 1980-х годов — 104 единицы Т-64 (Т-64Б), 15 единиц БРМ-1К, 30 единиц БМП-1, 12 единиц БТР-70, 66 единиц САУ 2С1 и 2С3, два орудия Д-30, 23 миномёта 2С12, 12 РСЗО «Град»[8].

## Командир
- Куценко, Александр Андреевич (17.03.1942 — 12.05.1942), гвардии полковник;
- Дударев, Илья Фёдорович (13.05.1942 — 30.11.1942), гвардии полковник, с 27.11.1942 гвардии генерал-майор;
- Тихонов, Пётр Яковлевич (03.12.1942 — 27.02.1944), гвардии полковник, с 29.01.1943 гвардии генерал-майор (в справочнике soldat.ru — Тиханов);
- Дрейер, Николай Михайлович (28.02.1944 — 19.03.1945), гвардии генерал-майор;
- Иванищев, Георгий Степанович (20.03.1945 — 08.1945), гвардии подполковник;
- Лещинин, Василий Андреевич (07.1945 — 10.1945), гвардии генерал-майор[9];
- Суанов, Станислав Николаевич (1985—1987), гвардии полковник
- Свида, Иван Юрьевич (1992—1994), полковник.

## Знаки отличия
- 17 марта 1942 года —  почётное звание «Гвардейская» было присвоено формированию за мужество, героизм и боевые заслуги личного состава стрелковой дивизии;
- с 26 февраля 1944 года — почётное наименование «Криворожская» — присвоено приказом Верховного Главнокомандующего № 042 от 26 февраля 1944 года в ознаменование одержанной победы и отличие в боях при освобождении Кривого Рога;
- 12 апреля 1944 года —  Орден Красного Знамени — награждена указом Президиума Верховного Совета СССР от 12 апреля 1944 года за образцовое выполнение заданий командования в боях с немецкими захватчиками за освобождение города Раздельная и проявленные при этом доблесть и мужество.[10]
- 7 сентября 1944 года —  Орден Суворова II степени — награждена указом Президиума Верховного Совета СССР от 7 сентября 1944 года за образцовое выполнение заданий командования в боях с немецкими захватчиками при прорыве обороны противника южнее Бендеры, за овладение городом Кишинёв и проявленные при этом доблесть и мужество.[11]

Награды частей дивизии;
- 60-й гвардейский ордена Кутузова[12] стрелковый полк;
- 46-й гвардейский Краснознамённый артиллерийский полк.

## Отличившиеся военнослужащие
За годы Великой войны свыше 17 000 воинов дивизии были награждены орденами и медалями, а 7 из них удостоены звания Героя Советского Союза.
| Награда | Ф. И.О                       | Воинская должность                                                         | Воинское звание           | Дата награждения      | Примечания                       |
| ------- | ---------------------------- | -------------------------------------------------------------------------- | ------------------------- | --------------------- | -------------------------------- |
|         | Гуренко Кузьма Иосифович     | стрелок 3-го стрелкового батальона 60-го гвардейского стрелкового полка    | гвардии ефрейтор          | 24 марта 1945 года    | погиб в бою 21 августа 1944 года |
|         | Кузнецов Георгий Степанович  | командир стрелкового взвода 55-го гвардейского стрелкового полка           | гвардии младший лейтенант | 13 сентября 1944 года |                                  |
|         | Гусев Александр Иванович     | пулемётчик ручного пулемёта 60-го гвардейского стрелкового полка           | гвардии ефрейтор          | 24 марта 1945 года    | погиб в бою 21 августа 1944 года |
|         | Олейнюк Клементий Карпович   | 2-й номер расчёта станкового пулемёта 60-го гвардейского стрелкового полка | гвардии младший сержант   | 13 сентября 1944 года | погиб 27 марта 1944 года         |
|         | Карпов Иван Петрович         | командир расчёта станкового пулемёта 60-го гвардейского стрелкового полка  | гвардии сержант           | 13 сентября 1944 года | погиб в бою 13 апреля 1944 года  |
|         | Корнейко Василий Харитонович | командир пулемётного взвода 60-го гвардейского стрелкового полка           | гвардии младший лейтенант | 13 сентября 1944 года | погиб 27 марта 1944 года         |
|         | Первухин Алексей Георгиевич  | командир пулемётного расчёта 60-го гвардейского стрелкового полка          | гвардии сержант           | 13 сентября 1944 года | погиб 27 марта 1944 года         |

 Кавалеры ордена Славы 3-х степеней:
- Бурганский, Алексей Михайлович, гвардии старший сержант, командир орудийного расчёта 46-го гвардейского артиллерийского полка.
- Васильев, Георгий Александрович, гвардии младший сержант, командир отделения 60-го гвардейского стрелкового полка.
- Зерщиков, Василий Андреевич, гвардии старший сержант, командир орудийного расчёта 46 гвардейского артиллерийского полка.
- Ларин, Владимир Сергеевич, гвардии рядовой, разведчик взвода пешей разведки 60 гвардейского стрелкового полка.
- Скиба, Степан Кузьмич, гвардии старший сержант медицинской службы, санитарный инструктор 60 гвардейского стрелкового полка.

## Память
- Мемориальная доска в городе Челябинск, улица Захаренко, дом № 13. Надпись: «ГЕРОЯМ 20-й ГВАРДЕЙСКОЙ КРИВОРОЖСКОЙ СТРЕЛКОВОЙ ДИВИЗИИ: ГУРЕНКО К. И., 1909—1945; КУЗНЕЦОВ Г. С., 1924—1981; ГУСЕВ А. И., 1920—1942; ОЛЕЙНЮК К. К., 1916—1944; КАРПОВ И. П., 1913—1944; ПЕРВУХИН А. Г., 1919—1944; КОРНЕЙКО В. Х., 1924—1944»[15];
- Памятный знак размещён на здании общеобразовательной средней школы № 3 Челябинска;
- Братская могила воинов дивизии, погибших при освобождении города Кривой Рог;
- Братская могила советских воинов (Зализничное).